# Edith Posca
Edith Posca (* 4. November 1885 als Albertine Thieme in Calosza, Ungarn; † 28. Juni 1931 in Berlin) war eine deutsche Schauspielerin.

## Leben
Edith Posca begann ihre Bühnenlaufbahn 1911 als Sängerin am Hamburger Operettentheater. In der Hansestadt lernte sie ihren zu dieser Zeit in Altona (bei Hamburg) engagierten Mann, den Schauspieler und Regisseur Lupu Pick, kennen, den sie 1914 heiraten sollte. Mit ihm ging sie 1913 nach Berlin.
Dort trat Edith Posca ein Engagement am Theater am Nollendorfplatz an. In der Spätphase des Ersten Weltkriegs trat die Künstlerin an der Seite ihres Mannes erstmals vor die Kamera. Auch in seinen Folgeinszenierungen bis 1923 sollte Edith Posca regelmäßig die weibliche Hauptrolle übernehmen. Aus ihrem Werk stechen zwei Rollen hervor: Die vom Bahninspektor verführte Streckenwärter-Tochter in dem nahezu ohne Zwischentitel auskommenden Melodram Scherben, sowie die mit ihrer Schwiegermutter um die Zuneigung des Mannes ringende Ehefrau in Sylvester. Sylvester wurde ihr letzter Film, da sie sich ins Privatleben zurückzog.
Wenige Monate nach dem Tod ihres Mannes nahm sich Edith Posca das Leben.

## Filmografie
- 1917: Das Geschäft
- 1917: Höhenluft
- 1918: Die Rothenburger
- 1919: Marionetten der Leidenschaft
- 1919: Kitsch
- 1919: Misericordia - Tötet nicht mehr!
- 1920: Niemand weiß es
- 1920: Das Geheimnis der sechs Spielkarten
- 1920: Der verbotene Weg
- 1921: Scherben
- 1921: Grausige Nächte
- 1921: Das Achtgroschenmädel (2 Teile)
- 1921: Das Kind der Straße
- 1922: Aus den Erinnerungen eines Frauenarztes (2 Teile)
- 1922: Zum Paradies der Damen
- 1923: Stadt in Sicht
- 1923: Das Haus ohne Lachen
- 1924: Sylvester